# W. R. Grace and Company
W. R. Grace and Company è una multinazionale statunitense con sede a Columbia nel Maryland. È suddivisa in due settori: Grace Catalysts Technologies e Grace Materials and Chemicals

## Storia
Venne fondata nel 1854 in Perù dall'irlandese William Russell Grace, emigrato con la famiglia in Sudamerica a causa della Grande carestia irlandese.
Per molti decenni la società ha operato principalmente in Sudamerica nei settori del trasporto marittimo e ferroviario, prodotti chimici per agricoltura ed estrazione di argento, con 30 000 dipendenti in Perù.
Nel 1865 la sede societaria venne trasferita a New York, dove venne incorporata nel 1895. Nel nuovo secolo l'azienda ebbe una grande espansione, creando un gruppo che comprendeva la Grace Shipping nei trasporti marittimi, la Grace Cruise Lines (navi da crociera), la Grace National Bank (una banca attiva fino al 1975), Grace Petroleum  e  Grace Drilling nel settore petrolifero e Grace Healthcare nel settore medico-sanitario.
Durante la presidenza di John Peter Grace, nipote del fondatore (1907-1946), la società era proprietaria della più grande azienda di estrazione del petrolio degli Stati Uniti (Grace Drilling), del più grande ranch per l'allevamento zootecnico del mondo e della maggiore azienda mondiale per la coltivazione del cacao. Gestiva molte piantagioni di canna da zucchero in Perù, cotonifici in Cile, miniere di argento, fosfati e stagno in vari paesi sudamericani. Era proprietaria di una catena di circa 900 ristoranti negli Stati Uniti e in America Latina.
La W. R. Grace & Co. fece studi e scoperte pionieristiche di ingegneria genetica con la sussidiaria Agricetus nel Wisconsin, e di terapia genica con la sussidiaria  Aurigent Pharmaceuticals.
Nel 1971 acquisì il pacchetto di maggioranza dell'azienda pastaria Barilla, mantenendolo fino al 1979, quando Pietro Barilla ne riacquisì il controllo. Nel 1974 costruì a New York il W. R. Grace Building, un grattacielo di 192 metri d'altezza situato lungo la Sixth Avenue, che ospitava la sua sede principale. Nel 1999 la sede venne trasferita a Columbia nel Maryland.